# قصر بوربون

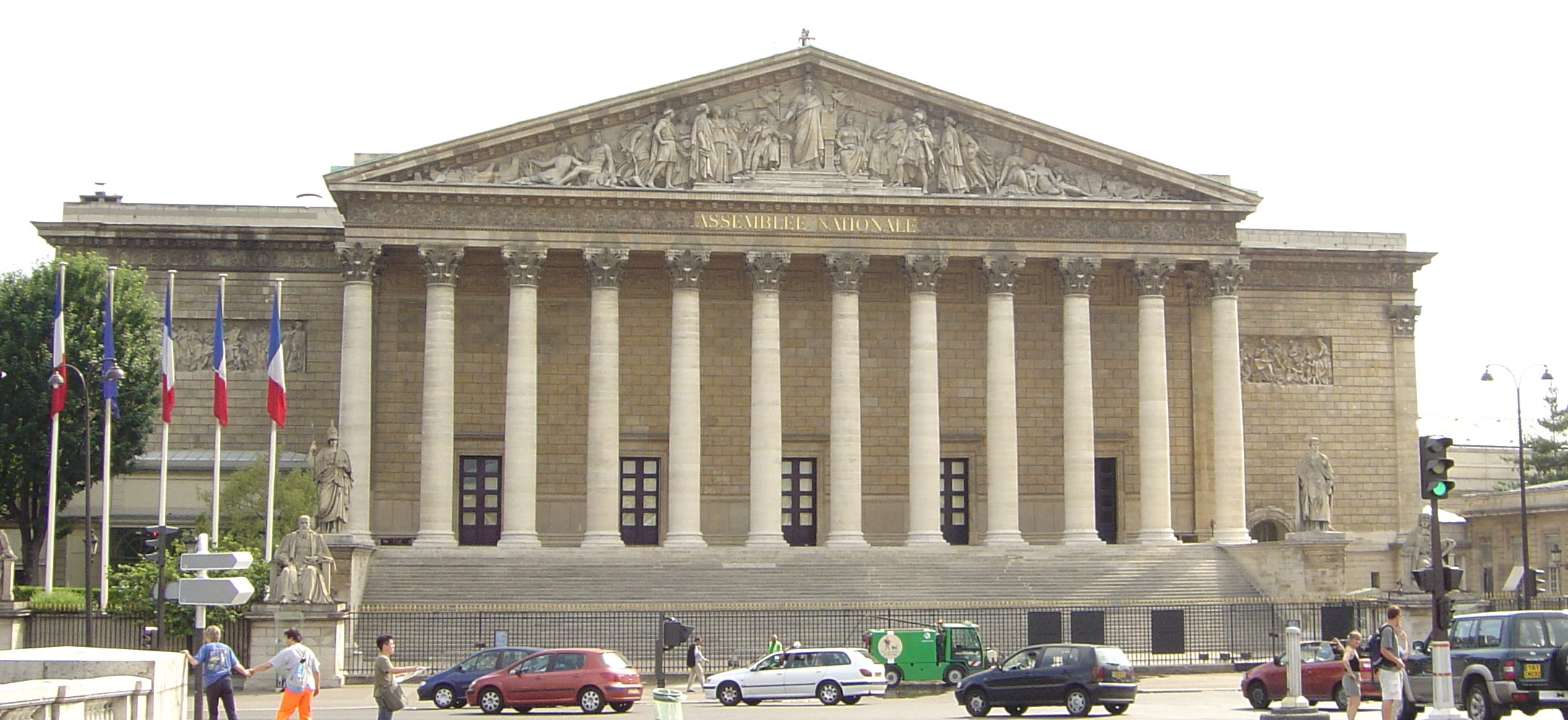
قصر بوربون

قصر بوربون يقع في مدينة باريس على الضفة الغربية لنهر السين ويعود تاريخ بنائه لسنة 1722 م ويتولى الحرس الجمهوري حراسة القصر
والذي يعد حاليا مقر الجمعية الوطنية الفرنسية

## معرض صور

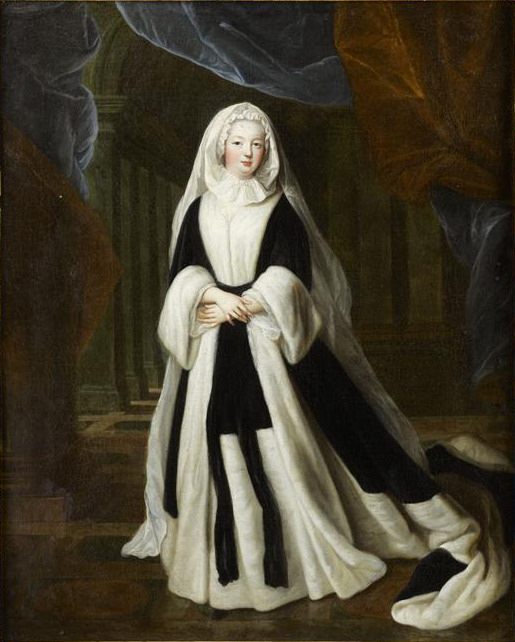
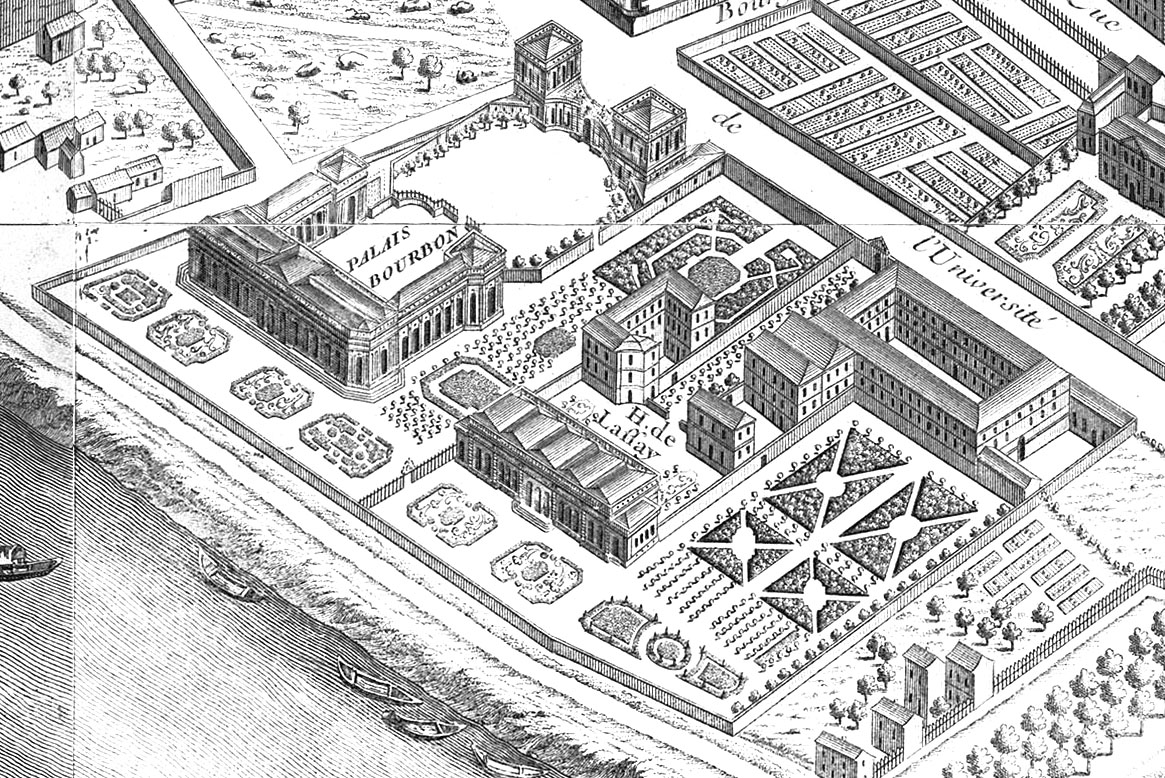
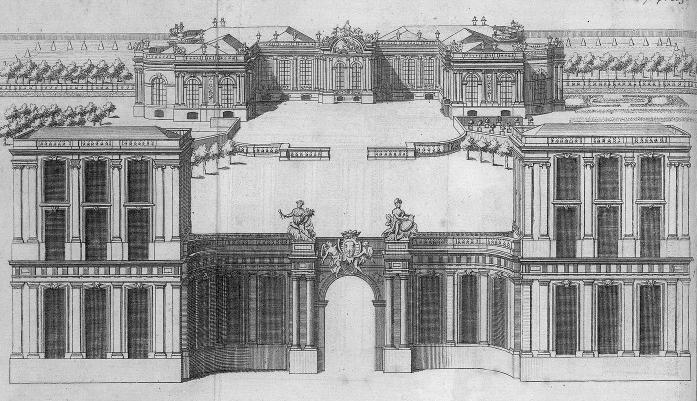

## مقالات ذات صلة
- قائمة قصور باريس

1. ↑  مُعرِّف مشروع في موقع "أرش إنفورم" (archINFORM): 12229. مذكور في: أرش إنفورم. الوصول: 31 يوليو 2018. لغة العمل أو لغة الاسم: الألمانية.
2. ↑  مُعرِّف مشروع في موقع "أرش إنفورم" (archINFORM): 12229. مذكور في: أرش إنفورم. الوصول: 30 يوليو 2018. لغة العمل أو لغة الاسم: الألمانية.
3. 1 2 3  "PSS / Palais Bourbon (Paris, France)". اطلع عليه بتاريخ 2025-03-03.
4. ↑  مذكور في: Architecture in France in the Eighteenth Century. الصفحة: 55. الناشر: مطبعة جامعة ييل. لغة العمل أو لغة الاسم: الإنجليزية. تاريخ النشر: 1995.
5. ↑  مذكور في: Robert de Cotte and the Perfection of Architecture in Eighteenth-Century France. الصفحة: 145–148. الناشر: دار نشر جامعة شيكاغو. لغة العمل أو لغة الاسم: الإنجليزية. تاريخ النشر: 1994. المُؤَلِّف: Robert Neuman.
6. ↑  مذكور في: Architecture in France in the Eighteenth Century. الصفحة: 55. ذكر كـ: unexecuted designs,but ...the entrances were in the ends of the wings, as prescribed by de Cotte in both of his designs. الناشر: مطبعة جامعة ييل. لغة العمل أو لغة الاسم: الإنجليزية. تاريخ النشر: 1995.
7. ↑  مذكور في: The Architecture of Paris: An Architectural Guide. الصفحة: 136. الناشر: Edition Axel Menges. لغة العمل أو لغة الاسم: الإنجليزية. تاريخ النشر: 2004. المُؤَلِّف: Andrew Ayers.
8. ↑  "Aubert, Jean". 1996.